# Brenna Harding
Brenna Harding (19 maggio 1996) è un'attrice australiana.

## Filantropia
Brenna Harding è una militante dei diritti LGBT in Australia, essendo figlia di due madri. Nel 2012 diviene presidente del movimento per i diritti omosessuali Wear it Purple. È la coautrice, insieme a sua madre Vicki del libro The Rainbow Cubby House, che racconta le vicende della Harding e delle sue due mamme omosessuali.

## Filmografia

### Televisione
- Play School - serie TV (2004)
- My Place - serie TV, episodio 1x09 (2009)
- Packed to the Rafters - serie TV, 3 episodi (2010)
- Puberty Blues - serie TV, 17 episodi (2012-2014)
- Secret City - serie TV, 5 episodi (2016)
- The Code - serie TV, 4 episodi (2016)
- A Place to Call Home - serie TV, 22 episodi (2015-2016)
- Black Mirror - serie TV, episodio 4x02 (2017)

### Cinema
- The Turning, registi vari (2013)

### Cortometraggi
- Shelling Peas, regia di Cath Moore (2011)
- The Road Home, regia di Denie Pentecost (2013)
- Floc, regia di Olivia Costa (2017)
- Bring Me Back, Ma, regia di Monique Terry e Hannah-Rae Meegan (2017)

## Riconoscimenti
- 2013 – AACTA Award[3]
  - Candidatura per la miglior giovane attrice per Puberty Blues
- 2013 – Logie Awards[1]
  - Nuovo talento più popolare per Puberty Blues